# 発勁
発勁（はっけい）とは、中国武術における力の発し方の技術のこと。
発勁とは「勁を発する」という意味の中国語である。力と勁の違いについては下記を参照。楊式太極拳の第三代伝人の楊澄甫の弟子である鄭曼青によれば「左莱蓬老師曰く『力は骨より発し、勁は筋より発する』」と主張している。この論は形意拳大師の郭雲深の『三歩功夫』にも重なる論である。
専門的に中国武術を修したことが無い者には『勁』を超能力じみたものと誤解する向きがあるが、武術（中国の武術以外にも気は存在する）における「気」とは、体の「伸筋の力」「張る力」「重心移動の力」などを指し、超常のものではない。勁を鍛えるため、様々な鍛錬（中国武術では練功という）を行う。また、「力む」と屈筋に力が入ってしまい、「張る力」を阻害するため逆効果であるともされる。
なお、「発剄・剄（）首をはねる」や「発頸」は誤字である。

## 解説
発勁とは発生させた勁（運動量）を対象に作用させることである。細かく言えば特定の方法（門派により異なる）にて発生させた勁を接触面まで導き、対象に作用させることである。一般の武術に関する書籍に紹介されている発勁（とされているの）は体重の移動に拠る「突き飛ばし」であるが、これらは発勁の構成要素の一部であり発勁そのものではない。というのも運勁（発生させた勁を接触面まで導く工程）が欠けているからである。実際の発勁は大きく分けて「勁（運動量）を発生させ、接触面まで導き、作用させる」の三つの工程が同時に進行する。
発勁には勁という日本人には見慣れない用語が用いられているために様々な誤解が生じていたが、勁は運動量のことである。「勁を発生させ、接触面まで導き、作用させる」を「運動量を発生させ、接触面まで導き、作用させる」と書き換える。するとキャッチボールなどの投擲運動との共通点がある。投擲運動は足や体幹部を用いて運動量を発生させ、肩、肘、手を経てボールに作用させるものであるが、中国武術では接触面まで導くことを運勁、その所作を勁道と呼ぶ（勁道という概念には勁を通す運動と、通過する経路の両方を含む）が、これを野球のオーバースローならば広背筋群→三角筋後部→上腕三頭筋→肘から指先までの筋群が連続して運動する。中国武術でも発生させた運動量（勁）を減少を少なく、確実に伝達させるため経路を鍛える。これを「勁道を開く」と表現する。勁道を開けなければ発勁できないのは勿論のこと、正確な運勁もできない。
太気拳創始者の澤井健一は、勁を水銀に例えて「水銀のようなものが竹筒を通って節を突き破って出るように」と打拳の勁道を説明した。拳や掌で発するときには実際にこのような感覚がある。また「この水銀は肘で詰まりやすい」と発言している。これは“沈肩墜肘”という形意拳、太極拳の基本的な要求と勁道との関連性を指している。
運動量を運用し作用させる点では、ほとんどの中国武術で共通している。しかし、原動力となる運動量の発生方法や、効率的な作用の方法は、千差万別であり、急激な重心の沈下と共に踏ん張ることによる反作用で身体をその場に固定し作用させる力の減少を減らす（震脚）などの方法がある。格闘技における殴打技とは、根本的な身法が大きく異なる。
松田隆智が中部大学助教授（当時）・吉福康郎の研究に協力し、寸勁のエネルギー伝達を測定した際、寸勁は持続的にエネルギーを伝え、体当たりに近い波形を示した。

## 勁と力
勁と力の違いを明らかにするならば、まず勁の定義と力の定義を明確にしたうえでなければならないが、各門派により勁の定義と力の定義は大分異なる。これらを考慮していくと煩雑になるので、およそ共通する『勁』の特徴を挙げていく。
- 勁の速度と外面上の拳脚の速度は一致しない。
- 勁の大きさと外面上の動作の大きさは一致しない。
- 勁の大きさと発する際の主観的な力感の大きさは一致しない。
- 勁を発する際、勁が体内を通過する感覚がある。
- 通過するときに知覚する速度と実際の勁の通過速度は一致しない。
- 勁を蓄えることは弓を引くかの如し。勁を発することは矢を放つかの如し。

また練習者に共通する主観として
- 力は出ていかないが、勁は出ていく
- 力みがあるとそこで勁が止まる
- 損失無く発し切れた場合は何ら力感や手応えを感じない

というものがある。
楊式太極拳の陳炎林によれば
- 力は骨に由り、肩背に没して発することができない
- 勁は筋に由り、能く発して四肢に達することができる
- 力は有形であり、勁は無形である
- 力は方（四角）であり、勁は円である
- 力は滞り、勁は暢やかである
- 力は遅く、勁は速い
- 力は散じ、勁は集まる
- 力は浮き、勁は沈む
- 力は鈍く、勁は鋭い

という特徴を挙げている。

## 勁の分類
勁の種類には、各門派で様々なものがあり、その分類方法・定義も異なる。発勁は中国武術の核心ともいえる項目であり、その理解には最大の注意が必要である。
以下、よく使用される発勁名を挙げるが、他にも多くの発勁がある。また、門派によって同じ発勁方法の名前が異なる場合もある。
翻浪勁（ほんろうけい、あるいは翻滾勁）
丹田の竪回転により生じた勁が脊椎を波浪の如く伝わるもの。
形意拳の「鷹捉」「劈拳」など、起鑽落翻の手法による把式などに用いられる。
螺旋勁（らせんけい、あるいは擰弾勁）
丹田の横回転により生じた擰勁が四肢末端へ伝わるもの。
八卦掌の「白蛇吐信」などに用いられる。
纏絲勁（てんしけい）
陳式太極拳などで用いられる。
抽絲勁（ちゅうしけい）
楊式太極拳などで用いられる。
轆轤勁（ろくろけい）
劈掛拳などで用いられる。
沈墜勁（ちんついけい）
心意六合拳などで用いられる。
十字勁（じゅうじけい）
八極拳などで用いられる。
掤勁（ほうけい）
太極拳で常に働いているもの。整勁と関連が深い。四正の掤ではない。
整勁（せいけい、あるいは動力定型）
内外六合などの要求を満たした把式に発生するもので、中国武術の基本である。
整には「整える」「整った」の他に「全身の」という意味がある。
内勁（ないけい）
外勁と対になる発勁の分類方法の一つ。
翻浪勁、螺旋勁、纏絲勁、抽絲勁他。
寸勁（すんけい）
距離による発勁の分類の一種であり、門派によっては発勁の技法の一つとされ、いずれにしても至近距離から相手に勁を作用させる技術である。身体動作を小さくし、わずかな動作で高い威力を出す技法全般を指す。日本国内で一般に発勁といった場合、この寸勁を意味していることが多い。距離による分類としては、他に分勁、毫勁、零勁がある。
その方法論は各門派によって様々であるが、呼吸法や重心移動、地球の重力、身体内部の操作、意識のコントロールなどを複合的に用い、最小動作で最大の威力を出すことを目的とする。
近似のものに、八極拳の暗勁、蟷螂拳の分勁（この場合は密接した状態での発勁、または発勁動作が分かりにくい発勁）などもある。アメリカではブルース・リーが行ったものが知られており、ワン・インチ・パンチ  (one-inch punch) と呼ばれた。これは、リーが学んだ詠春拳や周家蟷螂拳の技術の応用である。名称の由来は1寸と1インチの長さが近いことから。
浸透勁（しんとうけい）
本来、中国武術には浸透勁という用語は存在しない。しかし、日本においては様々なメディアで用いられて一般化してきているので、ある程度の定義付けを行える。浸透勁とは、勁を作用させるときに幾つかの処理を行うことで効率良く作用させることができる勁、あるいはその方法である。
「浸透」という言葉から特殊なものを想像されがちだが、そもそも人体に勁を作用させると筋肉の収縮により、その威力が軽減される。例えば、棒立ちの相手の腹部に発した場合、小さい勁であれば緊張させた筋肉の弾力で弾かれる、大きい勁であれば作用させた対象を移動させる結果になる。この「弾かれる」「移動させる」という状態を浸透していない状態とするならば、「弾かれないように密着 / 粘着している」「筋肉が弛緩した瞬間を作り、その時に作用させることで移動するエネルギーにならず、体内を変形させるエネルギーになっている」といったことが、浸透した状態である。もちろん、これは一例である。
この浸透した状態を作るため、各門派には様々な理論 / 方法がある。これらは秘伝に属するものと考えられがちだが、実際には初期に「それと知らずに」教わるものである。というのも、形意拳では最初に学ぶ拳の握り方がそうであるし、八卦掌ではよく用いる擦り付ける / 粘り付くような打撃法がそうだからである。